# Pseudoparmelia cyphellata
Pseudoparmelia cyphellata är en lavart som beskrevs av Lynge. Pseudoparmelia cyphellata ingår i släktet Pseudoparmelia och familjen Parmeliaceae.   Inga underarter finns listade i Catalogue of Life.